# Kąt natarcia

Kąt natarcia

Wykres współczynnika siły nośnej w funkcji kąta natarcia.

Kąt natarcia – (umowny) kąt pomiędzy kierunkiem strugi napływającego powietrza a cięciwą powierzchni nośnej (skrzydła) lub płata wirnika. Kąt natarcia ma kluczowy wpływ na powstawanie siły nośnej działającej na skrzydło i odpowiedzialnej za unoszenie się samolotu w powietrzu.
Im mniejszy kąt natarcia, tym większa musi być prędkość opływającej strugi powietrza, by utrzymać taką samą wartość siły nośnej. Wraz ze wzrostem kąta natarcia, wzrasta siła nośna, aż do osiągnięcia pewnego punktu krytycznego. Następuje wtedy gwałtowny spadek siły nośnej, dochodzi do przeciągnięcia. Wspomniany punkt krytyczny określa się mianem kąta krytycznego.
Każdy płat posiada określony krytyczny kąt natarcia i konstruktorzy tak dobierają profil lotniczy aby aerodyna (np. samolot, szybowiec, paralotnia) miała poprawne właściwości lotne we wszystkich stanach lotu.
Zazwyczaj płaty o małym kącie krytycznym mają mniejsze opory podczas przelotu, natomiast mają gorsze właściwości podczas startu i lądowania, a często mają gorszą charakterystykę przeciągnięcia (wymagają bardziej precyzyjnego pilotażu, są mniej tolerancyjne na błędy pilotażu).
Kąt natarcia zwiększa się celowo np. podczas lądowania samolotu, aby przy zmniejszającej się prędkości w kontrolowany sposób utrzymać, a następnie stopniowo zmniejszać siłę nośną.
Zmianę kąta natarcia i siły nośnej w trakcie lotu oraz podczas lądowania uzyskuje się sterem wysokości oraz (głównie podczas lądowania) za pomocą m.in. klap, slotów jak również innych powierzchni sterowych skrzydła.

Powierzchnie sterowe skrzydła
1. Winglet
2. Lotki małych prędkości
3. Lotki dużych prędkości
4. Owiewka
5. Klapa noskowa Krügera
6. Skrzela (sloty)
7. Klapy wewnętrzne trójszczelinowe
8. Klapy zewnętrzne trójszczelinowe
9. Spojler
10. Hamulce aerodynamiczne

W niektórych, nielicznych samolotach, jak np. Vought F-8 Crusader kąt natarcia można zmieniać poprzez zmianę kąta ustawienia całego płata w stosunku do kadłuba (tzw. zmienny kąt zaklinowania).
Kolejnym zastosowaniem są śmigła nowoczesnych elektrowni wiatrowych. Zmiana kąta natarcia jest tu używana do regulowania mocy wytwarzanego prądu elektrycznego.